# Montgoi
El Montgoi és una muntanya de 328 metres que es troba al municipi de Castellví de Rosanes, a la comarca del Baix Llobregat.